# Robert Gentilini
Robert Gentilini, natif de Lyon, est un pilote de rallye français.

## Biographie
En 2012, il participe encore au Routes des Alpes, sur Aston Martin Vantage S Roadster.

## Victoires
- Rallye Lyon-Charbonnières: 1957, avec Chevrier sur Simca Aronde;
- Rallye Lyon-Charbonnières: 1958, avec son épouse Hélène Gentilini sur  Alfa Romeo Giulietta Ti;
- Rallye alpin des 10 cols: 1958, avec son épouse sur Alfa Romeo Giulietta TI;

### Places d'honneur
- 3e du rallye Lyon-Charbonnière: 1960, avec Paul Justamond sur Jaguar 3400 (et 11e en 1956, sur Aronde);
- 4e du rallye de l'Adriatique: 1959, avec Mme sur Alfa Romeo GTI (vainqueur le Champion d'Europe Paul Coltelloni);
- 4e du rallye du Mont Blanc: 1960, avec Barbot sur Alfa Romeo GTI.

(à noter une 12e place au Liège-Rome-Liege, en 1960 avec Vanson sur Citroën DS)